# Stutterer
Stutterer (englisch für Stotterer) ist ein britischer Kurzfilm von Benjamin Cleary, der auch das Drehbuch schrieb. Er handelt von einem wegen seiner Sprachstörung zurückgezogen lebenden Mann, der schließlich seine Liebe in einer Taubstummen findet. Der Film erhielt bei der Oscarverleihung 2016 einen Oscar als bester Kurzfilm.

## Handlung
Der einsame Typograph Greenwood stottert und hat seit einem halben Jahr eine Online-Beziehung mit Ellie. Im wirklichen Leben ist er zu richtiger Kommunikation unfähig, selbst der Anruf bei der Service-Hotline gerät für ihn zur Tortur. Er übt sich in Gebärdensprache, um bei gelegentlichen Kontakten als stumm durchzugehen. Als ihm Ellie ein Treffen vorschlägt, beginnen seine Gedanken zu rasen. Er willigt schließlich ein und wartet sehnsüchtig auf eine Antwort von Ellie. Als sie schließlich das Treffen bestätigt, geht er nervös den Gesprächsverlauf im Kopf durch und macht sich alle möglichen Gedanken. Schließlich sieht er sich Ellie gegenüber – sie ist eine Taubstumme. Hoffnungsvoll geht er den Schritt in ihre gemeinsame Zukunft.

## Kritik
Jennie Kermode von Eye for Film bezeichnet Stutterer als „intelligenten Film, der nachvollziehbar zeigt, wie Behinderungen das Leben erschweren können“. Er verdiene „große Anerkennung für das Drehbuch, die Regie und den Schnitt“. Aaron Leggo von Critical Movie Critics hob zudem Needhams Leistung hervor, der das Gespür für den Frust und die Einsamkeit der Hauptfigur habe. Letztendlich hinterlasse Stutterer einen „tiefschürfenden Eindruck“, auch weil er „seine einfache Geschichte auf traditionelle und vertraute Art und Weise“ vermittle.

## Auszeichnungen
Stutterer lief auf fast 30 Filmfestivals, darunter beim Los Angeles International Short Film Festival, das als Wegbereiter für die Oscars gilt. Der Film gewann dort den Preis in Kategorie „Best Foreign Film“. Weitere Auszeichnungen erhielt der Film beim Savannah Film Festival (Special Jury Award), beim Kerry Film Festival (Best International Short Film Prize) sowie beim Aesthetica Short Film Festival (Best Drama Award). Beim London Critics’ Circle Film Awards wurde er zudem in der Kategorie „British/Irish Short Film of the Year“ ausgezeichnet.